# Frankfurter Rundschau
Frankfurter Rundschau (FR) es un periódico  alemán, clasificado de "izquierda liberal"  basado en Frankfurt am Main. Es publicado cada día laboral, como también los sábados; se distribuye  por todo el país. Tiene una versión en línea. 
Su primera edición y publicación fue el día 1 de agosto de 1945, el primer periódico en el sector americano durante la ocupación después de la Segunda Guerra Mundial. En 2012 FR, clasificado por El Mundo como "uno de los periódicos serios más importantes de Alemania", se declaró en insolvencia pero sobrevivió y en su forma independiente tras haber sido comprado por su competidor local, el conservador Frankfurter Allgemeine Zeitung (FAZ).

## Difusión
Desde el segundo trimestre de 2013, la circulación se presenta conjuntamente con la Rhein-Main-Zeitung y la Frankfurter Neue Presse. La circulación vendida fue de 210.334 ejemplares en el segundo trimestre de 2013, y descendió a 129.259 en el primer trimestre de 2024.

## Literatura
- Emil Carlebach: "Zensur ohne Schere, Die Gründerjahre der 'Frankfurter Rundschau' 1945/47" (español: "Censura sin tijeras, Los años de fundación de la 'Frankfurter Rundschau' 1945/47". Frankfurt 1985, ISBN 3-87682-807-4
- Wolf Gunter Brügmann : "1968 - 2008. Vom Aufstieg und Niedergang der Frankfurter Rundschau" ("1968 - 2008: De la subida y la caída de la Frankfurter Rundschau")